# Falsomesosella sparsa
Falsomesosella sparsa es una especie de escarabajo longicornio del género Falsomesosella, tribu Mesosini, subfamilia Lamiinae. Fue descrita científicamente por Holzschuh en 2017.

## Descripción
Mide 5,4-8,7 milímetros de longitud.

## Distribución
Se distribuye por Laos, Birmania y Tailandia.